# WellMADE
WellMADE（ウェルメイド）は、角川書店が2003年に設立したコンピュータゲームブランド。オリジナル作品・アダルトゲームの家庭用移植版を問わずギャルゲー専門レーベルとして設立されたが、2005年6月9日発売の『少女義経伝・弐 〜刻を超える契り〜』を最後に活動を休止し、角川書店本体へ吸収された。

## タイトルリスト
- とらかぷっ! だーっしゅ!!
- 少女義経伝
- おしえて! ぽぽたん
- グリーングリーン 鐘ノ音ダイナミック / 鐘ノ音ロマンティック
- 少女義経伝・弐 〜刻を超える契り〜